# کریستین لوند (سرلشکر)
کریستین لوند (زاده ۱۶ مه ۱۹۵۸) سرلشکر نیروی زمینی نروژ و معاون فرماندهی نیروهای ارتش این کشور و اولین زنی بود که به درجه سرلشکری در ارتش نروژ ارتقا یافت و به عنوان رئیس گارد خانگی نروژ منصوب شد.
وی فارغ‌التحصیل کالج فرماندهی و ستاد دانشگاه دفاع نروژ است. لوند در سال ۲۰۰۶ در کالج جنگ ارتش ایالات متحده تحصیل کرد و با مدرک کارشناسی ارشد در مطالعات راهبردی فارغ‌التحصیل شد.
او اولین زنی بود که فرماندهی عملیات حافظ صلح سازمان ملل متحد را برعهده گرفت و از سال ۲۰۱۴ تا ۲۰۱۶ به عنوان فرمانده نیروی حافظ صلح سازمان ملل در قبرس و سپس به عنوان رئیس ستاد سازمان نظارت بر آتش‌بس سازمان ملل از ۲۰۱۷ تا ۲۰۱۹ خدمت کرد.

## پیشینه نظامی
در سال ۲۰۱۴ لوند به عنوان رئیس امور کهنه سربازان ستاد دفاع نروژ منصوب شد. در ۱۲ می همان سال، بان کی‌مون، دبیرکل سازمان ملل متحد، انتصاب لوند را به عنوان فرمانده نیروی نیروهای حافظ صلح سازمان ملل در قبرس اعلام کرد.
او در ۱۳ اوت جانشین سرلشکر چینی چائو لیو شد و به اولین زن با منصب فرماندهی عملیات سازمان ملل در تاریخ تبدیل شد. پس از دو سال اقامت در قبرس، لوند در ژوئیه ۲۰۱۶ به نروژ بازگشت و به عنوان مشاور نظامی در کالج دانشگاه دفاع نروژ در اسلو خدمت کرد. و طی ۲ سال در این مرکز نظامی دانشگاهی به تدریس نیز پرداخت
لوند دوباره در اکتبر ۲۰۱۷ به عنوان به فرمانده ستاد سازمان نظارت بر آتش‌بس سازمان ملل متحد مستقر در اورشلیم منصوب شد و سرانجام پس از پایان این مأموریت در اکتبر ۲۰۱۹ از ارتش نروژ بازنشسته شد.